# Љубибратићи
Љубибратићи су били угледна хумска властелинска породица, касније братство, у области Требиња и Конавла у 14. и 15. веку, које је временом издељено на многе гране. И у каснијим вековима чланови ове породице су имали важне црквене, војне и друге елитне друштвене улоге, све до модерног доба.

## Историјат породице и огранци у 14. и 15. веку
У време рата са Радославом Љубибратићем, Дубровчани су упорни у настојањима да ово братство иселе из Босне, или бар до Зетске границе, а уколико то није могуће, да се из суседства иселе макар Љубишићи, један њихов огранак. Временом, односи између Дубровника и Љубибратића се поправљају. Љубибратићи су се делили на две основне гране: Куделиновиће, којима су припадали огранци Радоњића, Мрђеновић и Миокушовића, и Богданчиће, са огранцима Љубишића и Медведовића.
Могуће је да је родоначелник најстаријих Љубибратића, Куделиновића, онај Куделин који се помиње тридесетих година 14. века, али је, свакако, Радоња Куделиновић био њихов главни представник. Радоња се помиње као водећа личност Требиња, а пред крај 14. века појављује се са титулом војводе. Када је на власт у Требињу дошао Павле Раденовић, забележени су његови сукоби са Радоњом. Радоња Куделиновић оставио је за собом два сина: Шумину, који је био без потомства и Добрушка Радоњића, кога Дубровчани посебно уважавају у време покушаја да се домогну дела Конавла који је припадао Павловићима. По смрти, Добрушка је наследио најстарији син Паоко Добрушковић, који је свој утицај задржао и у време када је Требиње прешло под власт Косача.
Огранак Мрђеновића води порекло од Радоњиног брата Мрђе, који за собом оставља синове Јунка, Остоју и Рохана, а од осталих потомака помињу се само Остојини син Даучо и Роханов, Иваниш.
Родоначелник трећег огранка Куделиновића био је Мрђин и Радоњин брат Милкуш, по коме се његови наследници зову Милкушовићи или Миокушовићи. Од Миокушиних синова најдуже се помиње Прибил Миокушовић који се спомиње до педесетих година 14. века. Следећу генерацију Миокушовића чине Вукосав Прибиловић и Богета и Вукац Ђурђевић. Богета Ђурђевић и Вукосав били су господари села Бијела, а Вукосав је још 1471. године био помињан као човек херцега Влатка. Јунко, трећи брат Радоње Куделиновића само се једном помиње, а подаци о његовом потомству су непознати.
Љубиша Богданчић је први који се помиње из ове породице, а позната су и његова два млађа брата Рајко и Медвед. Радоје Љубишић, најстарији Љубишин син, био је једна од најутицајнијих личности Требиња. Радоје је постао запажен још за живота свог оца када постаје војвода, а са својим људима се помиње још 1420. године. Радоје је имао четири брата: Радича, Радосава, Љубенка и Мрђу, али о њима није остало неких битнијих података.
Медведовићи, други огранак Богданчића, добили су име по Љубишином брату Медведу. Помињу се 1459. године као једна од пет властелинских кућа у Требињу, али Медвед Богданчић није имао у првим деценијама XV века ни улогу ни углед брата Љубише. Од његова три сина, Радоје се помиње 1428. године, о Добросаву са зна да је 1414. године имао људе у Ораховом Долу, а о Рајку Медведовићу последњи помен потиче из 1436. године.

## Знаменити потомци
Барон Jeфтимије Љубибратић Конте де Требињ, почео је од херцеговачког чобана, који је прешао у Аустрију да буде кожарски калфа, и затим постао мајстор у Осијеку. Али пустоловна природа одвела га је у Тренков фрајкор 1744. године, и он се истакао током аустријско-пруског рата. По окончању рата ступио је у регуларне аустријске трупе, и у Новој Градишки, током војне каријере напредовао до пуковника. Ратни пут га је водио у ратове против Баварске, Француске па опет у седмогодишњи против Пруске. Након тога он је постао пуковник са Терезијиним орденом и стекао баронство са предикатом "Конте де Требињ". Вративши се у Градишку радио је на унапређењу своје регименте, градећи путеве, мостове и здања. Али завист других га је отерала у истражни затвор у Осијеку. Судбина је хтела да 1769. године аустријски цар Јосиф II током визитације државе сврати у Градишку. Био је задивљен учинком који је постигао Љубибратић, па је овај не само ослобођен већ и унапређен у чин генерал-мајора. Служба га је даље водила преко Горњих Карловаца и Осјека до Кремоне (у Италији). Постао је фелдмаршал-лајтант, па дивизионер при Генералној команди у Осијеку и Кремони. Под старе дане без дозволе је напустио команду у Италији и дошао у Беч. Због тога је чак био у царској престоници ухапшен, а после неколико дана и умро.
Познати Љубибратићи су:
- Дамјан Љубибратић (сп. 1596 – 1605), српски православни монах и дипломата, секретар патријарха Јована Кантула (р. 1592–1614)
- Стефан Љубибратић (сп. 1661 — април 1737), српски православни епископ далматински
- Саватије Љубибратић (сп. 1687 – к. 1716), српски православни епископ и настојатељ манастира Драговића.
- Јероним Љубибратић (1716 — 1. новембар 1779), дубровачки војни заповедник у служби Хабзбуршке монархије
- Мићо Љубибратић (1839 — 26. фебруар 1889), српски православни свештеник и устанички вођа у Херцеговини.